# ヤガミスゲ
ヤガミスゲ Carex maackii Maxim. 1859. はカヤツリグサ科スゲ属の植物の1つ。金平糖のような外見をした丸っこい小穂を密集して穂状に着ける、やや背の高いスゲである。

## 特徴
多年生の草本。まとまった株になって生じ、匍匐茎などは伸ばさない。草丈は花茎の高さにして65～90cmに達するが、花茎は花期に節間が長く伸びた後に倒れる。花茎の半ばより下の位置にも数枚がついており、葉質は柔らかい。葉は花茎より長く伸び、葉幅は3～6mm。基部の鞘は淡褐色になる。
花期は5～6月。花茎の上部は鋭い稜があり、強くざらつく。花序は柄のない小穂を10～15個、花茎の先端近くにまとまって着け、その長さは5～8cm程になる。ただし花序の下方では小穂はやや間を開けてついている。花序全体の形としては円柱状になり、また小穂の基部の苞は葉身がほとんど発達しない。小穂は全て同型で、雌雄性、つまり先端側に雌花が着き、基部側に雄花がつく。ただし基部側の雄花は小数である。小穂の長さは0.5～0.8cm、雌花は5～8列に並ぶ。小穂全体の形としてはほぼ球形であるが、果胞が成熟すると反り返るために一見すると金平糖を思わせるような形になる。雄花鱗片は概形としては卵形で、暗栗色から栗色をしており、先端は鋭くとがっている。雌花鱗片は果胞よりかなり短く、果胞に隠れて見えにくくなっている。鱗片の色は半透明から緑白色をしており、先端は鋭くとがる。果胞は卵形で長さ3.7～4mm、幅1.7～1.9mmで、稜の間には小数の脈があり、表面は無毛となっている。左右の縁には狭い翼があり、その縁は鋸歯状になっている。果胞の基部側は海綿質になっていて、円形で短い柄状の部分があり、先端側は次第に狭まって長い嘴になり、その先端の口部には2つの小さな歯状突起がある。また果胞は成熟するにつれて背面側に反り返る。痩果は長さ1.6～1.8mmで長楕円形をしており、果胞に緩やかに包まれている。柱頭は2つに割れる。
和名の意味は明らかでなく、牧野原著(2017)ではヤガミが『どこかの地名に由来するという考え方も』ある、と言うひどく曖昧模糊とした説明をつけてある。

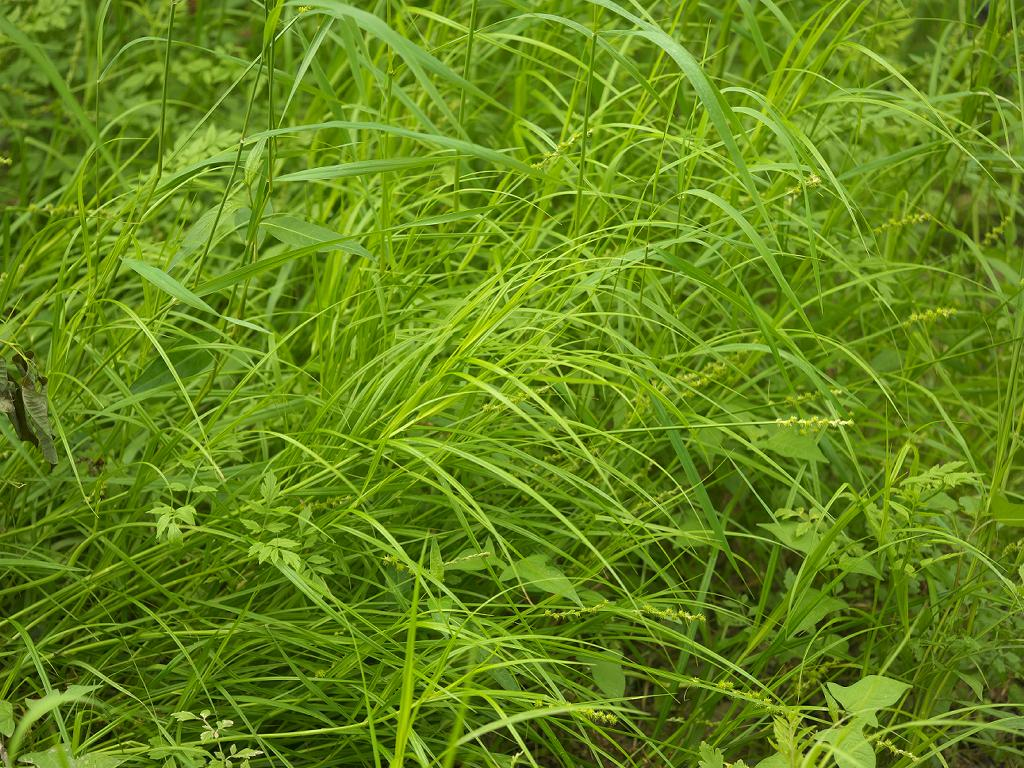
群落の様子

## 分布と生育環境
日本では北海道、本州、九州に見られ、国外では朝鮮、中国、ウスリー、アムールにまで分布する。
河川敷の砂地の場や湖畔の岸辺に生える。原野や路傍の湿地に見られる。

## 分類、類似種など
やや密集した穂状花序につく小穂は全て雌雄性で柄がなく、苞の葉身は発達せず、果胞には翼があり、柱頭は2つに裂ける、匍匐茎は出さずまとまって生える、といった特徴から勝山(2015)では本種をヤガミスゲ節 Sect. Ovales に含め、日本産では本種のみがこれに属する、としている。本種同様に雌雄性で無柄の小穂を穂状に着けるものとしてはハクサンスゲ C. canescens など何種かあるが、いずれももっとまばらに小穂をつける。他方で本種と同様に無柄の小穂を穂状に着けるもので、ただし小穂が雄雌性、つまり小穂の先端に雄花を着けるタイプのものとしてはマスクサ C. gibba を始め多くの種があり、穂状花序が密集した姿になるものも多い。その内でミノボロスゲ C. albata などは本種よりかなり小柄だが、ミコシガヤ C. neurocarpa は本種程度に大きくなるもので、ただしこの種では花序の基部の苞の葉身がよく発達するので見かけの形がはっきり異なっている。
その点でオオカワズスゲ C. stripata は直立する花茎も背が高く、花序の苞の葉身も発達しないので本種とかなり似ている。星野他(2011)はこの種を本種に似たものとして取り上げ、区別点としては本種の方が花茎が細くて長く伸び、花期には穂が倒れること、果胞がより小さいこと、葉鞘の腹面に横皺がないこと、を区別点として示している。もちろん一番大きな違いは小穂が雄雌性か雌雄性か、という点ではあるが、これが肉眼でぱっと見たくらいではわからないのが何とももどかしいところである。
なお、上記のように本種と同じ節に属する在来の種は日本にはないが、近縁種は北アメリカに多くの種があり、それらが近年に外来種として日本で発見されている例がある。勝山(2015)には本種と同じ節の帰化種として以下の種を取り上げている。
- C. aenea タマノヤガミスゲ
- C. bebbii コツブアメリカヤガミスゲ
- C. brevior ヒレヤガミスゲ
- C. crawfordii クシロヤガミスゲ
- C. limnophila クロヤガミスゲ
- C. longii アサハタヤガミスゲ
- C. scoparia アメリカヤガミスゲ

清水編(2003)にはこの内でタマノヤガミスゲ、ヒレヤガミスゲ、クシロヤガミスゲ、クロヤガミスゲ、アメリカヤガミスゲが出ており、他にヒメヤガミスゲ C. athrostachya、カタガワヤガミスゲ C. unilateralis が記録されている。これらによるとクシロヤガミスゲは北海道内に広く定着しつつあり、アメリカヤガミスゲは北海道から九州まで報告がある。さらに本種と外見的によく似たオオカワズスゲと同じ節の種も複数種の移入の記録がある。それらには本種と競合することで影響を与えるのでは、と危惧されているものもある。

## 保護の状況
環境省のレッドデータブックでは指定がないが、都道府県別では秋田県、山形県、兵庫県、和歌山県、福岡県で絶滅危惧I類、東京都、神奈川県、福井県、奈良県、佐賀県で絶滅危惧II類、北海道、新潟県、栃木県、群馬県、茨城県、千葉県、滋賀県、京都府、大阪府、岡山県で準絶滅危惧の指定がある。京都府では河川敷に出現するもので、特に砂州などに出ることが多いことから、河川改修等の浚渫で土砂ごと持ち去られることが多いとしている。福岡県では同様な河川開発による減少と共に上述のような近縁の外来種の侵入にも注意を促している。星野他(2011)では本種が岡山県の河川敷で繁殖し分布を拡大しているとの情報を取り上げ、本種の種子の発芽率がよいことなどからその繁殖力は決して低くないだろうとも述べている。